# Спирална трихина
Трихинелата (Trichinella spiralis), известна още като трихина, е вид кръгъл червей. Паразитира в човека, свинята, кучето, котката, плъха, мишката, но се среща и в редица диви животни (мечки, лисици и други).
Тя е типичен биохелминт, тъй като и полово зрялата, и ларвната ѝ форма се развиват в гостоприемника. Полово зрялата форма е чревен паразит, а ларвната форма – тъканен (най-вече мускулно-тъканен) паразит. Женската трихина достига 3—4 mm на дължина и 0,06 mm на ширина, а мъжката – съответно 1,4—1,6 mm и 0,04 mm. Предният ѝ край е вървовидно източен. Храни се несамостойно
Ларвната форма достига 0,8—1,2 mm на дължина. Тя е спирално завита, разположена в мускулните влакна, обвита е в двойно-контурирана обвивка, като образува циста с лимоновидна или кръгла форма.
Източник на заразата е цистната вътремускулна трихина, която може да проживее до и повече от 30 години. Около 2-3 часа след консумиране на заразено месо в стомаха на човека или животните ларвите се освобождават от своята обвивка (капсула) и след това нарастват, като за 48 часа достигат полова зрялост и копулират (оплождат). След копулацията мъжките умират.
Женските паразити се впиват в чревната лигавица и тук в края на първата седмица започват да раждат малките трихини. Всяка женска трихина ражда около 1000 млади трихини. Последните посредством лимфата попадат в кръвообращението и достигат до мускулатурата. Те пробиват обвивката на мускулните влакна и причиняват тяхното разпадане, като се изхранват с техните разпадни продукти. Този процес трае 4-5 седмици, след което младите трихини стават инвазиоспособни, завиват се спираловидно и към третия месец се инкапсулират. Трихинелната циста достига 0,4—0,6 mm на дължина.
Към 6-9-ия месец в цистата започват да се отлагат калциеви соли особено в двата полюса на цистата. Този процес завършва към 15-16-ия месец. В някои случаи калцификацията на цистите започва рано и води до умъртвяване на трихините. Младите трихини се загнездват в цялата скелетна мускулатура, но предпочитат диафрагмата, дъвкателната и очната мускулатура (и тази на езика, глътката и врата). Човек се заразява най-често като яде заразено с трихини, недобре сварено или изпечено свинско месо. Свинете се заразяват като изяждат отпадъци от заразено свинско месо или умрели заразени плъхове.
Трихинозната зараза при плъховете непрекъснато се поддържа поради съществуващия канибализъм (самоизяждане) сред тях.
Заболяването, което предизвиква трихината, се нарича трихинелоза. Това опасно заболяване в голям процент от болните води до смърт и е трудно за диагностициране. При слаба инвазия то протича по-слабо, леко или безсимптомно. При по-тежките форми признаците на болестта са от страна на стомаха и червата, мускулатурата и прояви на интоксикация. Признаците от страна на стомаха започват 2-4 дни след зарязаването, с гадене, повръщане, диария, коремни болки.
Оплакванията от страна на мускулатурата се изразяват в силни болки в засегнатите мускули, като мускулите набъбват и се втвърдяват. Засягането на очните мускули блокира подвижността на очната ябълка и се придружава от характерен оток на клепачите. Засягането на дъвкателната мускулатура пречи на отварянето на устата. При засягане на диафрагмената мускулатура налице е задух при болезнено вдишване. Токсичните признаци се изразяват в покачване на телесната температура с втрисания, обща отпадналост, отслабване на тегло и кожен обрив. Тези признаци не винаги са добре изразени.
Лечението се провежда в специализирано заведение под контрол на лекар-специалист. За профилактиката на трихинелозата от съществено значение е строгият санитарен (ветеринарен) контрол над свинското месо чрез трихиноскопия, както и цялостният ветеринарен контрол върху свиневъдството изобщо. Забранява се строго консумацията на свинско месо, непроверено от ветеринарно-медицинска служба.